# Печелда
Пе́челда — река в России, протекает по Антроповскому району Костромской области. Устье реки находится в 131 км по левому берегу реки Нёмды. Длина реки составляет 11 км.
Река берёт начало у села Палкино в 17 км к юго-западу от посёлка Антропово. Река течёт на восток, затем на юг, в черте села Палкино на реке небольшая запруда.

## Данные водного реестра
По данным государственного водного реестра России относится к Верхневолжскому бассейновому округу, водохозяйственный участок реки — Волга от города Кострома до Горьковского гидроузла (Горьковское водохранилище), без реки Унжа, речной подбассейн реки — Волга ниже Рыбинского водохранилища до впадения Оки. Речной бассейн реки — (Верхняя) Волга до Куйбышевского водохранилища (без бассейна Оки).
Код объекта в государственном водном реестре — 08010300412110000013971.